# 사라왁잎원숭이
사라왁잎원숭이 또는 사라왁수릴리(Presbytis chrysomelas)는 긴꼬리원숭이과에 속하는 영장류의 일종이다. 동남아시아의 보르네오섬이 원산지이며, 인도네시아 칼리만탄의 카푸아스강 북부, 말레이시아의 사바주와 사라왁주 그리고 브루나이에 분포하고 있다. 분류학적으로 복잡하고, 논쟁적이며, 띠잎원숭이 (P. femoralis) 또는 수마트라잎원숭이(P. melalophos)의 아종으로 간주되기도 한다. 이전에는 사라와크수릴리가 흔했지만, 사냥과 서식지 감소 때문에 급속히 줄어 들어서, 이제는 겨우 다섯 곳에서만 발견되고 있다. 그렇기 때문에 이제는 세계에서 가장 희귀한 영장류의 하나로 믿어지고 있으며, IUCN에 의해 멸종위급 종으로 분류되고 있다.

## 아종
- 보르네오줄무늬잎원숭이 (P. c. chrysomelas)
- 삼색잎원숭이 (P. c. cruciger)